# Euplotes
Euplotes is een geslacht van eencellige trilhaardiertjes uit de klasse Spirotrichea.
Christian Gottfried Ehrenberg noemde dit geslacht in 1830 Euploea,  maar die naam bleek al door Johann Christian Fabricius gebruikt voor een geslacht van vlinders. In 1831 verving Ehrenberg de naam door Euplotes. Het World Register of Marine Species geeft als auteur de Deense natuuronderzoeker Otto Frederik Müller (1786), maar die gebruikte de naam niet in het in 1786 postuum uitgegeven werk Animalcula infusoria fluviatilia et marina. Müller had wel de soort Euplotes patella beschreven, eerst  als Trichoda patella (1773) en nadien als Kerona patella (1786).

## Kenmerken
Deze trilhaardiertjes komen voor in zowel zoet als zeewater. Ze hebben een bijna ovaal, star lichaam, dat 80 tot 200 µm lang is. De buikzijde is afgevlakt, de rugzijde is gebogen. Het lichaam is transparant. Ze hebben talrijke grote en krachtige trilharen (cilia) als bewegingsorganen vooraan, achteraan en op de buikzijde.
Er zijn vele soorten bekend die wijd verspreid voorkomen, zelfs in de poolstreken. De soort Euplotes focardii is ontdekt in Terra Nova Bay voor de kust van Victorialand (Antarctica). Ze leeft er in symbiose met bacteriën, waarbij deze gemeenschap zich tegen de effecten van lage temperaturen verdedigt door de productie van een "ice-binding protein" (IBP), een proteïne dat de vorming van ijskristallen in en rond de cellen verhindert.
Euplotes mutabilis is een hoofdzakelijk benthisch organisme dat zich voedt met deeltjes in suspensie. De soort blijkt in hoge mate resistent te zijn tegen zware metalen; ze werd aangetroffen in het afvalwater van Pakistaanse leerlooierijen, met hoge concentraties aan onder meer toxisch zeswaardig chroom (60 µg/l) en tweewaardig lood (75 µg/l). E. mutabilis blijkt de metalen uit het water op te nemen (bioaccumulatie) en zou gebruikt kunnen worden voor de verwijdering van toxische metalen uit afvalwater.